# Fontainebleau
Fontainebleau là một xã trong vùng đô thị Paris, thuộc tỉnh Seine-et-Marne, vùng hành chính Île-de-France của nước Pháp, có dân số là 15.942 người (thời điểm 1999). Thành phố nằm cách Paris 65 km về phía nam.

## Các thành phố kết nghĩa
- Richmond, Vương quốc Anh
- Konstanz, Đức

## Những người con của thành phố
- Anne-Marie Barat, nữ nghệ sĩ đàn ống
- Elisabeth của Valois, công chúa của Pháp, hoàng hậu Tây Ban Nha
- François II, vua của Pháp
- Jean-Baptiste Gaston, công tước của Orléans
- Jeanne của Bourgogne, con gái của Robert II, công tước của Bourgogne
- Louis của Frankreich, Le Grand Dauphin